# Ontogeneza (mineralogia)

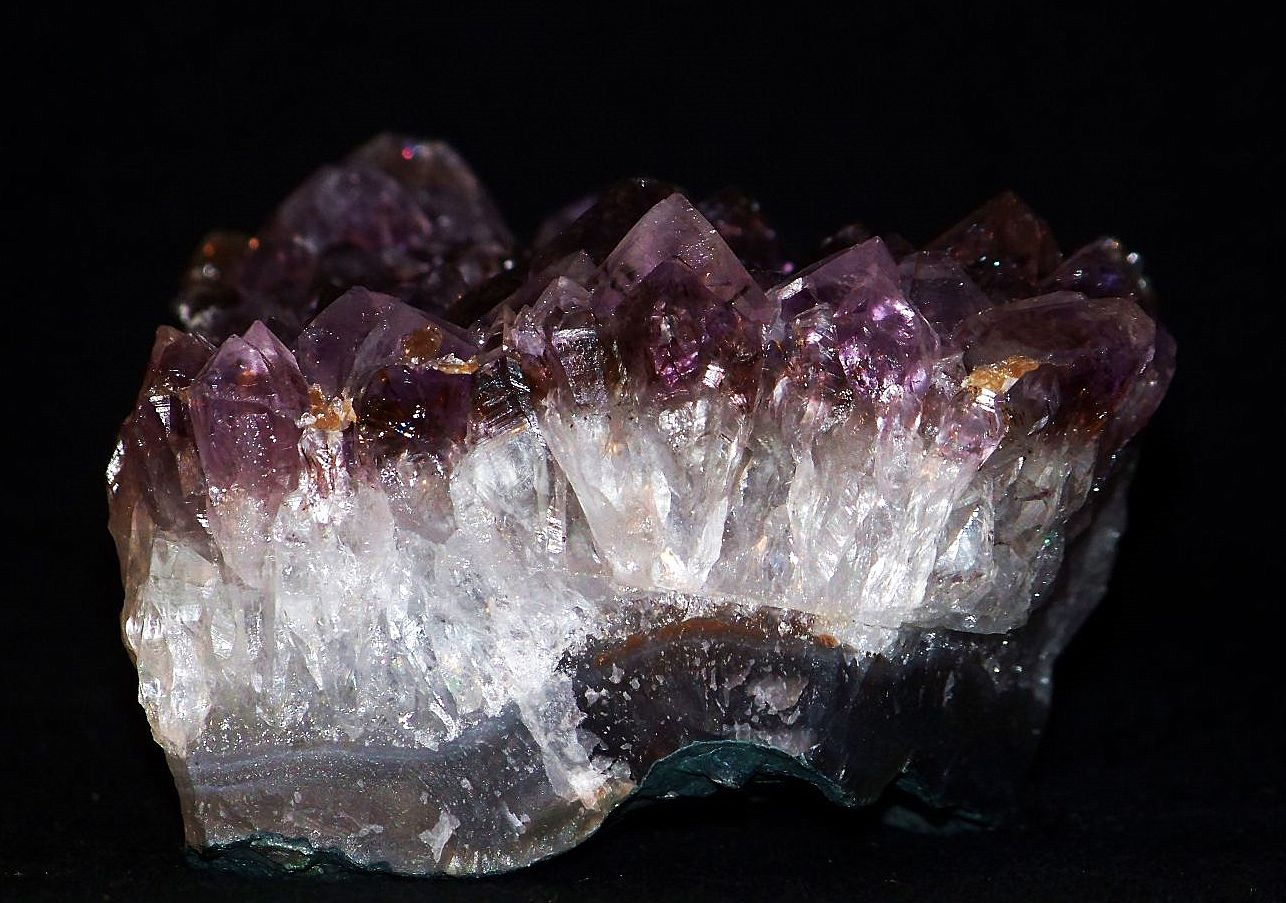
Przykład krystalizacji krzemionki. Narastanie szczotki kwarcowej na chalcedonie.

Ontogeneza jako termin oznacza historię wzrostu pewnych indywiduów począwszy od ich zarodkowania, poprzez wzrost, a kończąc na późniejszych zmianach, w przypadku minerałów na przemianach wywołanych zmiennymi warunkami geologicznymi. Ontogeneza minerałów (ontogenia) stanowi podstawową część zagadnień poruszanych przez mineralogię genetyczną. Badania ontogenetyczne obejmują również rozważania nad genezą poszczególnych indywidualnych skupień mineralnych, które dostarczają informacji o przebiegu procesów minerałotwórczych. Jako przykład może posłużyć przebieg krystalizacji krzemionki lub kształtowanie się druz i geod jako produktów narastania lub rekrystalizacji  kryształów. Dla geochemii ważne znaczenie ma kształtowanie się pseudomorfoz.